# Steel Dawn (Band)
Steel Dawn ist eine deutsche Hard-Rock- und Heavy-Metal-Band, die 1992 in Frankfurt am Main von Ralf Bethke (E-Gitarre) und Iggo Gunzelmann (E-Bass) gegründet wurde.

## Bandgeschichte

### 1992–1997
Nach der Gründung im Jahr 1992 unterzeichnete die Band zwei Jahre später bei dem Augsburger Label Long Island Records ihren ersten Plattenvertrag. Im Herbst 1995 entstand unter der Leitung des Produzenten Michael Bormann das erste Album Mirror Images. Dieses schaffte es auf Platz 9 der Japanischen Importcharts. Kurz nach dem Erscheinen des Albums ging Steel Dawn zusammen mit der US-Band Warrant auf Deutschlandtournee. Durch den Konkurs von Long Island Records im Jahr 1996 kam es nicht mehr zu der geplanten Veröffentlichung in Japan und Korea. Berufliche Veränderungen und musikalische Differenzen führten zur Auflösung der Band im Jahr 1997.

### 2000–2011
Drei Jahre später komponierte Ralf Bethke neue Stücke und begab sich auf die Suche nach Musikern. Die neue Formation, wieder mit Iggo Gunzelman am Bass, begann mit den Aufnahmen zu ihrem zweiten Album (R)EXcuse Me!. Im August 2002 kam der gebürtige Stuttgarter Conny Beck als Frontmann hinzu, woraufhin die Stücke nochmals überarbeitet werden mussten. Im Juni 2007 gelang nach vielen privaten und marktspezifischen Hürden die Veröffentlichung des Albums (R)EXcuse me!, das erneut von Michael Bormann produziert und unter seinem Label RMB Records erscheint. Noch im Oktober desselben Jahres feiert Steel Dawn ihr Comeback bei einem Konzert in der Düsseldorfer Philipshalle. Aus gesundheitlichen Gründen verließ Torsten Weber (E-Gitarre) nach knappen neun Jahren die Band, was zum Zerfall der Gruppe führte.

### Seit 2019
Anfang 2019 besetzten Iggo Gunzelmann und Ralf Bethke die Band erneut neu. Das neue Line-Up bestand daraufhin aus dem brasilianischen Frontmann Gabriel Jablinski (Gesang), Iggo Gunzelmann (Bass, Begleitgesang), Ralf Bethke (E-Gitarre, Begleitgesang), Markus Sacher (E-Gitarre) und Bernhard Göbel (Schlagzeug). In neuer Besetzung trat die Band erstmals auf dem zweiten Langen Rockt Festival auf.

## Diskografie
- 1994: Mirror Images (Album, Long Island Records)
- 2007: (R)EXcuse Me! (Album, RMB Records)